# Властиміла Абжолтовська
Властиміла Абданк-Абжолтовська (чеськ. Vlastimila Abdank-Abžoltovská; *1 жовтня 1904 - †11 червня 1995) — чеська перекладачка української літератури, письменниця, редактор. Дочка знаного в Україні чеського підприємця і землевласника Вацлава (Вʼячеслава Войтєховича) Кліха (*1859-†1931) та племінниця чеського видавця у Києві Вʼєнцеслава Швіговського (*1879-†1957). Свої переклади підписувала як чеськ. Vlastimila Abžoltovská та чеськ. Vlastimila Abžoltovská-Klichová.

## Життєпис
Властіміла, також Власта (в Україні деколи Властиміла і Власта Вʼячеславівна) Абданк-Абжолтовська народилася 1 жовтня 1904 року у селі Вільшанка Житомирської області. Крім неї в родині народилися також брати Отакар (*1896-†1942), Ярослав (*1898-†1985) і Їржі (*1905-†1987) та сестри Лібуше (*1903-†1984) і Божена (*1907-†1984).
Родина поперемінно мешкала у місті Полонному, тепер (Хмельницької області) і у селі Вільшанці, а з 1917 року також у місті Новоград-Волинському, тепер Житомирської області.
Після Жовтневого перевороту 1917 року закінчила українські педагогічні курси і ймовірно працювала вчителькою.
Під час Польсько-радянської війни у квітні-жовтні 1920 році батьки поїхали на VII-ий Всесокольський зліт у Прагу (27 — 30 червня 1920 року), однак, повернутися вже не змогли, тому що польські війська відступили з України, а західний кордон був радянською владою закритий. Батьки змушені були залишитися в Польській Республіці. Батько працював пивоваром у містах Кременці, тепер Тернопільська область та Морди, пол. Mordy, тепер Мазовецьке воєводство, потім керуючим господарства Заводів Шкода у селі Бабині біля Рівного. Лише у 1924 році батьки переїхали в Прагу. Старші брати Отакар і Ярослав, які служили у Чеській Дружині і чехословацьких легіонах, потім в армії УНР, а під час німецької окупації України 1918 року в Наддніпрянській Чехословацькій дружині, тоді ж одержали дозвіл виїхати в Чехословаччину. Молодший брат Їржі і всі сестри перебралися в Чехословаччину нелегальним шляхом у 1923–1924 роках.
Спочатку мешкала з батьками і навчалася у Празі, потім закінчила російську гімназію у місті Моравска-Тршебова (тепер район Світави, Пардубицький край) та філософський факультет Карлового університету у Празі (1932) за спеціальністю «Порівняльні слов'янські літератури». Була у шлюбі з російським емігрантом польського походження авіаційним інженером Александром Ніколаєвичем Абжолтовським гербу Абданк (*1903-†1978), з яким розвелася. Працювала в Державному статистичному управлінні у Празі, яке тоді очолював д-р Ян Ауерган (*1880-†1942), відомий дослідник чеських меншин за кордоном, в тому числі в Україні. Після 1945 року працювала у Центральній раді профспілок Чехословаччини у Празі та головним редактором профспілкового календаря чеськ. «Odborářský kalendář».
З 1953 року повністю присвятила себе перекладацькій роботі. Перекладала твори українських письменників для видавництв чеськ. «Svět Sovětů», чеськ. «Lidové nakladatelství», чеськ. «Vyšehrad», чеськ. «Mladá «Fronta» і чеськ. «Práce» та літературно-мистецьких журналів. Була також автором методичних розробок до читацьких конференцій, кіносценаріїв, статей про свою родину і окремих родичів та рукописних спогадів про рідне село Вільшанку Житомирської області тощо. Відомі також декілька її неопублікованих казок, які розповсюджувалися в середовищі волинських чехів.
Була почесним членом Чеської асоціації україністів (з 10 січня 1991 року) та членом Об'єднання чехів з Волині та їх друзів (з 2 травня 1991 року). У 20-30 роках 20 століття вся родина була членом Об'єднання чехів і словаків з Росії.
Померла 11 червня 1995 року у Празі.

## Перекладацька діяльність
Автор перекладів творів українських письменників (див. бібліографію) Віктора Безорудька, Юрія Боролича, Остапа Вишні, Марка Вовчка, Олександра Гаврилюка, Олеся Гончара, Євгена Гуцала, Олександра Довженка, Павла Загребельного, Юрія Збанацького, Миколи Зосенка, Олександра Ковіньки, Михайла Коцюбинського, Євгена Кравченка, Юрія Мушкетика, Петра Панча, Михайла Стельмаха, Степана Чорнобривця, Василя Швеця, Юрія Щербака та Юрія Яновського, російських письменників Ніколая Ляшко (*1884-†1953) та Віктора Вучетіча, які вийшли окремими виданнями або в антологіях і часописах, а також післямов і літературних портретів письменників, напр. Михайла Стельмаха і Семена Скляренка.

## Вибрана бібліографія

### Автобіографічні статті, спогади
- ABDANK — ABŽOLTOVSKÁ Vlastimila. Malá sága velké rodiny // Zpravodaj Sdružení Čechů z Volyně a jejich přátel (Прага). — Roč. 2, č. 4 (1992), s. 2; č. 5 (1992), s. 2; č. 6 (1992), s. 2.
- ABDANK — ABŽOLTOVSKÁ Vlastimila. Věnceslav Švihovský // Zpravodaj Sdružení Čechů z Volyně a jejich přátel (Прага). — Roč. 2, č. 1 (1992), s. 3; č. 2 (1992), s. 2.
- ABŽOLTOVSKÁ Vlastimila. Rok na jedné české volyňské vsi: Рукопис / Зберігається в Архіві Етнологічного інституту АН Чеської Республіки, чеськ. EA AV ČR.

### Методичні розробки
- ABŽOLTOVSKÁ Vlastimila. Semen Skljarenko: Cesta na Kyjev: metodický materiál pro práci s knihou k akci «Sovětská Ukrajina». — Praha : ÚV SČSP, 1957. — 35 s. — (Jak pracovat s knihou ; Sv. 12).

### Вибрані переклади
- BOROLYČ Jurko. Chorál Vrchoviny / Z ukr. přel. Vlastimila Abžoltovská-Klichová; il. Karel Kroupa]. — 1. vyd. — Praha: Práce, 1976. — 216 s.
- BOCHNÍČEK PRO DVA: [Výbor povídek různých ukrajinských autorů] / Uspoř. Zdena Koutenská a Alena Morávková; Doslov Václav Židlický; Z ukr. přel. Vlastimila Abžoltovská, Zina Genyk-Berezovská, Zdena Koutenská a Alena Morávková. — 1. vyd. — Praha: Lidové nakladatelství, 1986. — 236 s. — (Proudy. Velká řada ; 33)
- VYŠNJA Ostap. Kdyby tak vstala z hrobu moje babička / Z ukr. přel. Vlastimila Abžoltovská // Svět Sovětů (Прага). — Roč. 21, č. 5 (1958), s. 11.
- VOVČOK Marko. Výkupné / Z ukr. přel. Vlastimila Abžoltovská // Květy (Прага). — Roč. 7, č. 49 (1957), s. 16-18.
- VUČETIČ Viktor. Můj přítel Sibircev / Z ruš. přel. Vlastimila Abžoltovská ; il. František Turek; obálka a graf. úprava Oldřich Pošmurný. — 1. vyd. — Praha: Práce, 1986. — 223 s. : il. — (Románové novinky).
- HONČAR Olesʼ. Skřivánek / Z ukr. přel. Vlastimila Abžoltovská // Ukrajinské povídky. — Praha, 1956. — S. 211—230.
- HUCALO Jevhen. Předtucha radosti / Z ukr. originálů Peredčuttja radosti a Vesna vysokosnogo roku vybral a doslov Všední den života a svátek domova naps. Václav Židlický ; Přel. Zdenka Koutenská a Vlastimila Abžoltovská. — 1. vyd. — Praha: Odeon, 1979. — 546, [3] s. — (Próza sovětských národů).
- DOVŽENKO Oleksandr. Sláva / Z ukr. přel. Vlastimila Abžoltovská // Svět Sovětů (Прага). — Roč. 27, č. 40 (1964), s. 12.
- ZAHREBEĽNYJ Pavlo Archypovyč. Rozlet / Z ukr. přel. Vlastimila Abžoltovská. — 1. vyd. — Praha: Lidové nakladatelství, 1979. — 414, [2] s. — (M knihy; Sv. 106).
- ZAHREBEĽNYJ Pavlo Archypovyč. Roxolana / Z ukr. přel. Vlastimila Abžoltovská ; il. Ludmila Hinzeová. — 1. vyd. — Praha: Lidové nakladatelství, 1986. — 618 s. : obr. — (Knihy Srdce ; Sv. 109).
- MUŠKETYK Jurij Mychajlovyč. Soud nad Senekou / Z ukr. přel. Vlastimila Abžoltovská; il. Michael Romberg. — 1. vyd. — Praha: Vyšehrad, 1982. — 179 s. : il.
- ROZANOV, German Leont'jevič. Poslední dny Hitlerovy říše / Z rus. přel. Vlastimila Abžoltovská. — Praha: Naše vojsko, 1962. — 117 s. : il., portréty. — (Fakta a svědectví ; sv. 19).
- STEĽMACH Mychajlo. Krev není voda / Z ukr. přel. Vlastimila Abžoltovská. — Praha: Svět Sovětů, 1958. — 285, [3] s. — (Nová sovětská knihovna; Sv. 17).
- STEĽMACH Mychajlo. Právda a křivda / Z ukr. přel. Vlastimila Abžoltovská. — Praha: Svět Sovětů, 1965. — 359, [3] s. — (Jiskry — Nová beletristická knihovna; Sv. 49).
- STEĽMACH Mychajlo. Veliké přátelství / Z ukr. přel. Vlastimila Abžoltovská. — Vyd. 1. — Praha: Svět sovětů, 1954. — 1005 s. — (Knihovna Stalinových cen; sv. 7).
- UKRAJINA ZPÍVÁ A VYPRÁVÍ: Výběr z novodobé ukrajinské prózy a poesie / Sestavil Jiří Moravec; přeložili Vlastimila Abžoltovská-Klichová, Karolina Dušková, Rudolf Hůlka, Milan Jariš, Marie Marčanová, Zdeňka Niliusová, Oldřich Nouza, Nana Pražáková, Jiří Rulf, Josef Spilka, Vladislav Stanovský, Jaroslav Tureček-Jizerský, Jan Vladislav, Zdeňka Vovsová, František Vrba, Jiřina Žáková. — 1. vyd. — Praha: SČSP, 1957. — 109, [1] s.
- ŠČERBAK Jurij Mykolajovyč. Hranice imunity / Z ukr. přel. Vlastimila Abžoltovská. — Praha: Mladá fronta, 1973. — 354 s.
- ŠČERBAK Jurij Mykolajovyč. Život pro druhé / Z ukr. orig. «Jak na vijni» přel. Vlastimila Abžoltovská. — 1. vyd. — Praha: Vyšehrad, 1977. — 190 s.
- ŠČERBAK Jurij Mykolajovyč. Z kroniky města Jaropolu, aneb, Pravdivá historie, v níž se líčí různé události, obyčeje, mýty, legendy, fantastická fakta a životopisy význačných měšťanů proslulého ukrajinského Jaropolu ve dvacátém století nové éry / Z ukr. orig. přel. Vlastimila Abžoltovská ; il. Nora Musatová. — 1. vyd. — Praha: Práce, 1981. — 172 s. : il. — (Erb; roč. 10).
- ŠČERBAK Jurij Mykolajovyč. Projížďka po moři: výbor z povídek / Vybrala a z ukr. přel. Vlastimila Abžoltovská ; doslov Zina Berezovská ; Kresba na obálce a il. Eva Heřmanská, Obálku navrhl Miroslav Fulín. — 1. vyd. — Praha: Mladá fronta, 1982. — 242 s. : il. — (Kapka ; Sv. 182).